# Kurt Szafranski

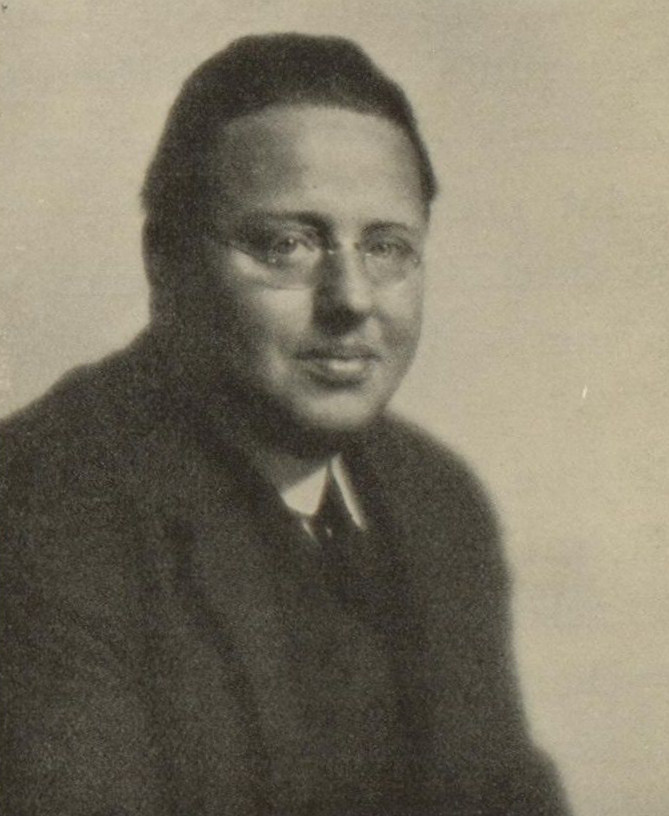
Kurt Szafranski, um 1927, Foto von Mario von Bucovich

Kurt Szafranski, in Amerika nannte er sich Safranski, (17. Oktober 1890 in Berlin – 1. März 1964 in Kingston, New York) war ein deutsch-amerikanischer Zeichner und Redakteur sowie Mitbegründer der Bildagentur Black Star.

## Leben und Wirken
Kurt Szafranski war der dritte Sohn des Fabrikanten Hermann Szafranski und seiner Frau Anna, geb. Aaron. Nach dem Abitur studierte er ab 1908 an der Berliner Kunsthochschule, wo er Schüler des Plakatkünstlers Lucian Bernhard wurde. Ab 1911 arbeitete er für den Verlag „Reklamekunst“ von Hans Lindenstaedt und wurde Mitglied im Verein Deutscher Plakatfreunde. Für seine Entwürfe nutzte er teilweise Pseudonyme wie Peter Pfeffer, Theobald Tomate und Söderström. Ein Inserat für „Gummi Engel“, das 1913 in der Zeitschrift Das Plakat abgebildet wurde, ist jedoch mit seinem Klarnamen versehen.
Als gleichaltriger Freund von Kurt Tucholsky illustrierte Szafranski 1912 dessen Erstlingsroman Rheinsberg: Ein Bilderbuch für Verliebte, der im Verlag von Axel Juncker in Berlin erschien. Um den Buchverkauf zu fördern, eröffnete er zusammen mit Tucholsky am Berliner Kurfürstendamm eine Bücherbar. Dort wurden billige Bücher, Alkoholika und schrecklich viele Rheinsbergs verkauft. Weitere Illustrationen, unter anderem für Klabund folgten. 1913 wurde Szafranski in den künstlerischen Beirat des Ullstein Verlags berufen, 1924 wurde er dort „Zeitschriftendirektor“.
1914 heiratete er die Sekretärin Minna Welkanoz, 1922 wurde die Tochter Anna Katharina geboren.
In den 1920er Jahren war Szafranski ein Geschäftsführer der Berliner Illustrirten Zeitung (BIZ). Als künstlerischer Leiter setzte er dort Maßstäbe im Bereich der illustrierten Zeitschrift. Das Blatt vom Ullstein Verlag war bis 1933 die größte Zeitschrift der Welt mit einer Auflage von knapp 2 Mio. Exemplaren. Er war im gleichen Verlagshaus auch für den Uhu tätig.

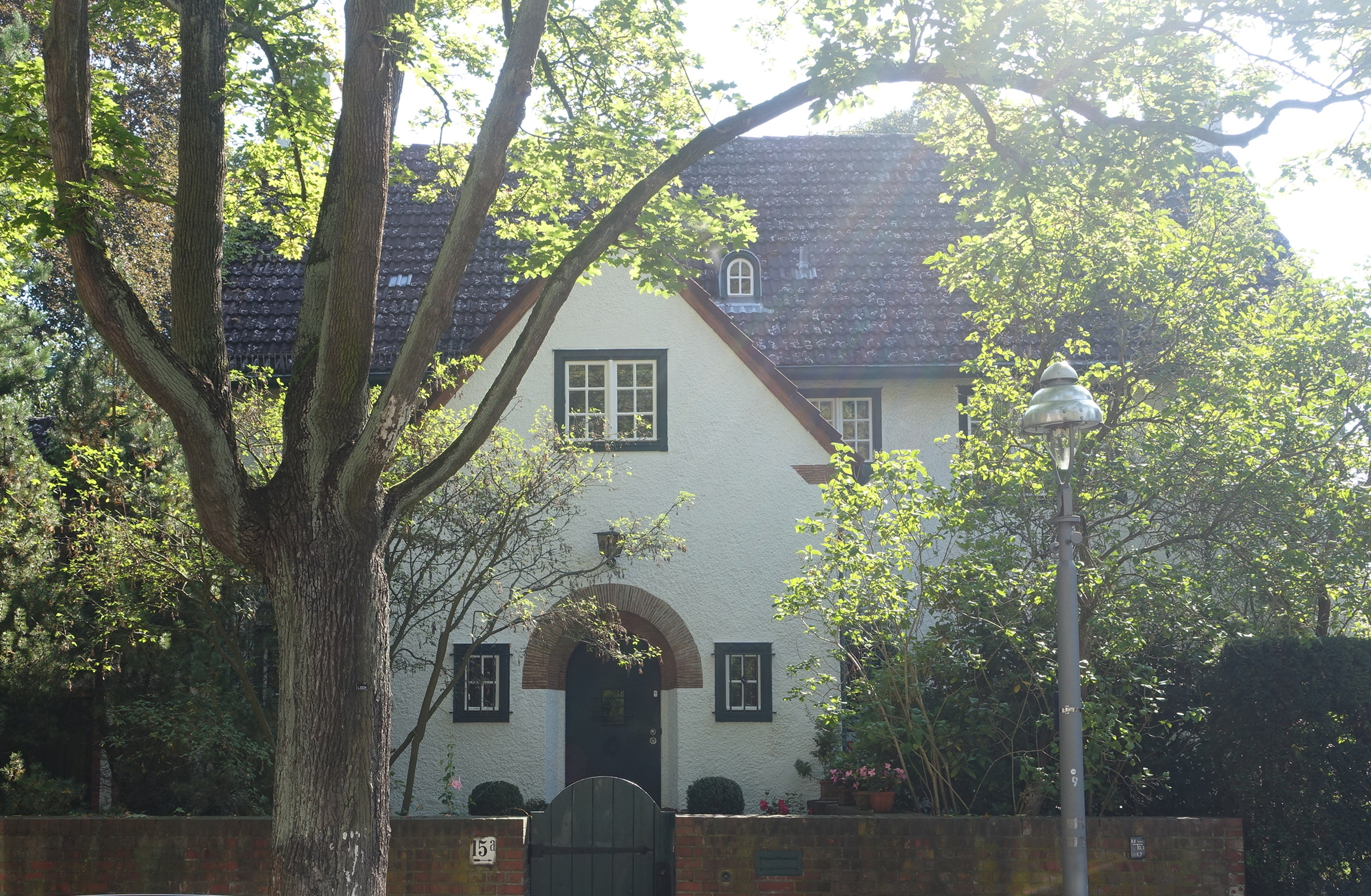
Kurt Szafranskis Villa, die er 1925 von Heinrich Straumer in Berlin-Zehlendorf errichten ließ

1925 ließ sich Szafranski vom Architekten Heinrich Straumer eine Villa in der Klopstockstraße 15A in Berlin-Zehlendorf bauen.
Da er als Jude von den Deutschen verfolgt wurde, emigrierte Szafranski 1934 mit seiner Familie im Bewusstsein der kommenden Gefahr durch das NS-Regime in die USA. 1935 begründete er in New York zusammen mit Kurt Kornfeld und Ernest Mayer die bekannte Bildagentur Black Star, die zum Anlaufpunkt für US-Fotografen und für emigrierte Fotografen aus Europa, vor allem aus Deutschland wurde. Wichtige Abnehmer waren die damals führenden Magazine Life und Time. 2005 kam das Black Star Archive in den Besitz der Ryerson University in Toronto. 1941 erhielt Szafranski mit seiner Familie die US-amerikanische Staatsbürgerschaft. Zwischen 1944 und 1956 unterrichtete er regelmäßig an der New School of Social Research in New York.
Nach Kriegsende erhielt Szafranski eine Entschädigung für sein Berliner Haus. Kurt Szafranski starb am 1. März 1964 in Kingston, New York.

## Veröffentlichungen
- Selling your pictures. Ziff-Davis Publishing Company, Chicago 1940.
- Entwicklungsmöglichkeiten der Bildberichterstattung. In: Das Deutsche Lichtbild. Jahresschau 1956, hg. von Kurt Strache, Stuttgart 1957, S. 11–16.